# Futur
Futur (tidigare Danica Pension och Futur Pension) är ett svenskt försäkringsbolag som grundades 1999. Företaget har cirka 50 samarbetspartners bestående av bland annat privatbanker, förmögenhetsförvaltare och pensionsrådgivare.

## Historik
1999: Danica Pension grundas som en del av Danske Bank.
2019: Danica Pension säljs av Danske Bank och får nya ägare. Bolaget byter namn till Futur Pension.
2023: Futur Pension byter namn till Futur. Bolaget byter riktning från att vara ett pensionsbolag till att i stället vara en plattform för både sparande och pension.

## Verksamhet
Futur erbjuder produkter för sparande och pension. Företaget bedriver sin verksamhet från huvudkontoret i Stockholm och har cirka 100 anställda. Vd sedan 2021 är Torgny Johansson. Bolaget ägs av Polaris Equity och Acathia Capital.
Företagets förvaltade kapital uppgick 2023 till 193 miljarder kronor.